# Tramwaje w Koszycach
Tramwaje w Koszycach – system tramwajowy działający w Koszycach na Słowacji.
Plany utworzenia sieci tramwajowej w Koszycach powstały w 1881 roku. Jednak pierwsza linia tramwaju konnego została uruchomiona 14 listopada 1891. Trasa miała 7,8 km i od razu prześwit toru – normalny (ówcześnie większość sieci tramwajowych była wąskotorowa). Tramwaje elektryczne ruszyły w 30 grudnia 1913 w ruchu towarowym, pasażerskie ruszyły 28 lutego 1914.

## Linie tramwajowe
Obecnie w Koszycach kursuje 16 linii tramwajowych, w tym 8 normalnych oraz 8 pospiesznych, które kursują pomiędzy Koszycami a kombinatem metalurgicznym USS.
Linie normalne: 1, 2, 3, 4, 5, 6, 7 i 9
Linie pospieszne: R1, R2, R3, R4, R5, R6, R7 i R8
Część linii wykonuje tylko kilka kursów na dobę. Operatorem systemu jest Dopravný podnik mesta Košice.
| Numer | Trasa linii |  |
| ----- | --- |  |
| 1     | Važecká – Ryba – Námestie osloboditeľov – Hlavná pošta – Námestie Maratónu mieru – Havlíčkova                                                                        |  |
| 2     | Staničné námestie – Námestie osloboditeľov – Hlavná pošta – Námestie Maratónu mieru – Havlíčkova                                                                     |  |
| 3     | Staničné námestie – Námestie osloboditeľov – Stará nemocnica – Ryba – Važecká                                                                                        |  |
| 4     | Botanická záhrada – Hlavná pošta – Námestie osloboditeľov – Ryba – Socha Jána Pavla II. (kursuje tylko we wskazanym kierunku; w kierunku przeciwnym kursuje linia 7) |  |
| 5     | Staničné námestie – Námestie osloboditeľov – OC Optima |  |
| 6     | Staničné námestie – Námestie osloboditeľov – SOŠ automobilová – Magistrát mesta Košice – Námestie Maratónu mieru – Havlíčkova                                        |  |
| 7     | Socha Jána Pavla II. – Ryba – Námestie osloboditeľov – Hlavná pošta– Botanická záhrada (kursuje tylko we wskazanym kierunku; w kierunku przeciwnym kursuje linia 4)  |  |
| 9     | Važecká – Alejová, gymnázium – Magistrát mesta Košice – Amfiteáter – Námestie Maratónu mieru                                                                         |  |
| R1    | Staničné námestie – Námestie osloboditeľov – SOŠ automobilová – OC Optima – Vstupný areál U. S. Steel                                                                |  |
| R2    | Važecká – Alejová, gymnázium – OC Optima – Vstupný areál U. S. Steel                                                                                                 |  |
| R3    | Havlíčkova – Amfiteáter – Námestie Maratónu mieru – Magistrát mesta Košice – OC Optima – Vstupný areál U. S. Steel                                                   |  |
| R4    | Botanická záhrada – Amfiteáter – Magistrát mesta Košice – OC Optima – Vstupný areál U. S. Steel                                                                      |  |
| R5    | Ryba – Námestie osloboditeľov – SOŠ automobilová – OC Optima – Vstupný areál U. S. Steel                                                                             |  |
| R6    | Dopravný podnik mesta Košice – OC Optima – Vstupný areál U. S. Steel                                                                                                 |  |
| R7    | Amfiteáter – Magistrát mesta Košice – OC Optima – Vstupný areál U. S. Steel                                                                                          |  |
| R8    | Socha Jána Pavla II. – Alejová, gymnázium – OC Optima – Vstupný areál U. S. Steel                                                                                    |  |

## Tabor
Koszyce posiadają obecnie 66 wagonów tramwajowych. Należą do nich:
| Zdjęcie | Typ             | Liczba | Lata produkcji  | Lata modernizacji |
| ------- | --------------- | ------ | --------------- | ----------------- |
|         | Tatra KT8D5     | 3      | 1990            | –                 |
|         | Tatra KT8D5R.N2 | 8      | 1989-1990       | 2003-2009         |
|         | Tatra T6A5      | 8      | 1992            | –                 |
|         | Vario LFR.S     | 1      | 2011            | –                 |
|         | Vario LF2+      | 46     | 2014-2015, 2017 | –                 |